# Liste der Monuments historiques in Bailleul-le-Soc
Die Liste der Monuments historiques in Bailleul-le-Soc führt die Monuments historiques in der französischen Gemeinde Bailleul-le-Soc auf.

## Liste der Bauwerke
| Bezeichnung                         | Beschreibung                  | Standort | Kennzeichnung | Schutzstatus | Datum | Bild           |
| ----------------------------------- | ----------------------------- | -------- | ------------- | ------------ | ----- | -------------- |
| Bauernhof in Eraine                 | Erbaut ab dem 14. Jahrhundert |          | PA00114490    | Inscrit      | 1988  | weitere Bilder |
| Bauernhof in Saint-Julien-Le-Pauvre |                               |          | PA00114491    | Inscrit      | 1987  | weitere Bilder |
| Bauernhof in Ereuse                 | Erbaut im 18. Jahrhundert     |          | PA00114975    | Inscrit      | 1989  | weitere Bilder |

## Liste der Objekte
- Monuments historiques (Objekte) in Bailleul-le-Soc in der Base Palissy des französischen Kultusministeriums